# Station Zielona Góra Jędrzychów
Station Zielona Góra Jędrzychów is een spoorwegstation in de Poolse plaats Zielona Góra.